# 黄丹晴
黄 丹晴（こう たんせい／ウォン タンチン、拼音: Wong Tan Ching、英語名：レモン ウォン（Lemon Wong）、1992年7月11日 - ）は、香港本土派で民主主義擁護派の政治家である。屯門社区網絡に所属している。屯門区区議会山景選挙区選出議員。

## 経歴

### 政治活動
2014年香港反政府デモをきっかけに2016年2月5日に成立した屯門社区網絡の結党メンバーとなり、2019年10月、黄と他の党員4名（潘智鍵、曾振興、王德源と羅焯勇）は、2019年香港区議会議員選挙に立候補。黄は山景選挙区で出馬した結果4,780票を獲得し、親中派の対立候補呉鍱珮の2,830票を破って初当選した。
2019年12月21日に党主席辞任を表明し、これを以てその座を退いた。
2020年1月7日、屯門区区議会副主席に当選。